# Cerastium neoscardicum
Cerastium neoscardicum là loài thực vật có hoa thuộc họ Cẩm chướng. Loài này được Niketic mô tả khoa học đầu tiên năm 1994.